# I Ain't Worried
„I Ain’t Worried” este o piesă a formației americane de pop rock OneRepublic, lansată pe 13 mai 2022, prin Mosley Music Group și Interscope Records. Este al doilea și ultimul single de pe coloana sonoră a filmului Top Gun: Maverick (2022). De asemenea, este inclus ca al treilea single de pe al șaselea album de studio al formației, Artificial Paradise (2024). Piesa a fost scrisă și produsă de Ryan Tedder, Brent Kutzle și Tyler Spry, cu producție suplimentară de Simon Oscroft și John Nathaniel. Piesa conține, de asemenea, elemente din hit-ul din 2006 al lui Peter Bjorn și John „Young Folks”, și are voci de fundal ale fiului lui Tedder, Copeland Tedder. Copeland este singura altă voce de fundal în afară de tatăl său.
Piesa a debutat pe UK Singles Chart pe 3 iunie și pe Irish Singles Chart pe 10 iunie, urcând în clasament până când a ajuns în top 3 în UK și top 5 în Irlanda. A devenit cel mai mare hit al trupei în UK de la „Love Runs Out” (2014). „I Ain’t Worried” a debutat pe locul 76 în Billboard Hot 100 din SUA și a ajuns pe locul 6, devenind al patrulea lor hit din top 10 de acolo. În timp ce pe Canadian Hot 100⁠(d) piesa a debutat pe locul 41 și a ajuns pe locul 3. „I Ain’t Worried” a ajuns, de asemenea, pe locul 1 în Belgia, Ungaria, Islanda și Noua Zeelandă și a intrat în top 10 în alte țări, inclusiv Australia, Austria, Brazilia, Bulgaria, Cehia, Franța, Grecia, Japonia, Liban, Lituania, Malaysia, Malta, Olanda, Polonia, Rusia, Singapore, Slovacia, Africa de Sud, Coreea de Sud, Elveția și Taiwan.
La lansare, „I Ain’t Worried” a primit recenzii foarte pozitive din partea criticilor muzicali, fiind lăudată pentru producția sa însorită și melodia optimistă.

## Context și muzică
Într-un interviu cu Ryan Seacrest⁠(d) la On Air With Ryan Seacrest, Tedder a dezvăluit că ideea pentru piesă a început la începutul pandemiei de COVID-19, după ce unul dintre prietenii săi de la Paramount Pictures l-a invitat să participe la coloana sonoră a noului Top Gun. La acea vreme, Tom Cruise respinsese aproximativ treizeci de piese pentru coloana sonoră și căuta o trupă pentru a crea un cântec original pentru noul film, în special pentru scena de pe plajă. Tedder a spus că „I Ain't Worried” a fost „scrisă având în minte personajele care se relaxează și se distrează în scenă pentru prima dată în cele două ore de film”, făcând ca piesa să reușească să facă scena memorabilă în felul său și în același timp să se încadreze în scenele de acțiune și emoție din întregul film. Trupa a înregistrat piesa în timpul MTV Europe Music Awards 2021 din noiembrie la Hotelul Kempinski Corvinus din Budapesta, unde au stat până la lansarea piesei pe 13 mai. Piesa a inclus și pe fiul solistului trupei, Ryan Tedder, Copeland, care a fost creditat ca unul dintre vocile de fundal. După lansarea single-ului principal de pe coloana sonoră Top Gun: Maverick „Hold My Hand⁠(d)”, pe 3 mai, „I Ain’t Worried” a fost lansat oficial ca al doilea single pe 13 mai de Interscope Records și Mosley Music Group, casa de producție căruia îi aparține trupa. Piesa, împreună cu videoclipul său muzical regizat de Isaac Rentz⁠(d), și-a făcut debutul global pe MTV Live și MTVU⁠(d), precum și pe panourile publicitare ale Paramount Theatre Manhattan din Times Square.
„I Ain’t Worried” apare în scena în care Maverick și studenții săi joacă fotbal pe plajă. Tedder a simțit că era important să ilustreze cum piesa funcționează cu filmul, având în vedere înțelepciunea tradițională de la Hollywood că „poți pierde un cântec dacă nu se potrivește cu imaginea”. Având în vedere discreția filmului, Tedder a găsit acest lucru greu de transmis: inițial, nu li s-a permis o copie a segmentului pentru care scriau. Într-un apel Zoom⁠(d), i s-a arătat un fragment din scenă și a decis să își ia lucrurile în propriile mâini: a folosit telefonul inteligent pentru a înregistra scena de pe ecranul computerului său, apoi a editat singur secvența cu ajutorul co-scriitorilor săi. „Am editat-o, încercând să ghicim ce ar face editorul de film”, a explicat el pentru Variety. Cruise a fost încântat de rezultate și a găsit determinarea lui Tedder extrem de amuzantă, remarcând: „Ei bine, asta e o premieră”. Tedder a estimat că cea mai mare parte a editării sale a fost inclusă în film fără modificări.

## Recepție critică

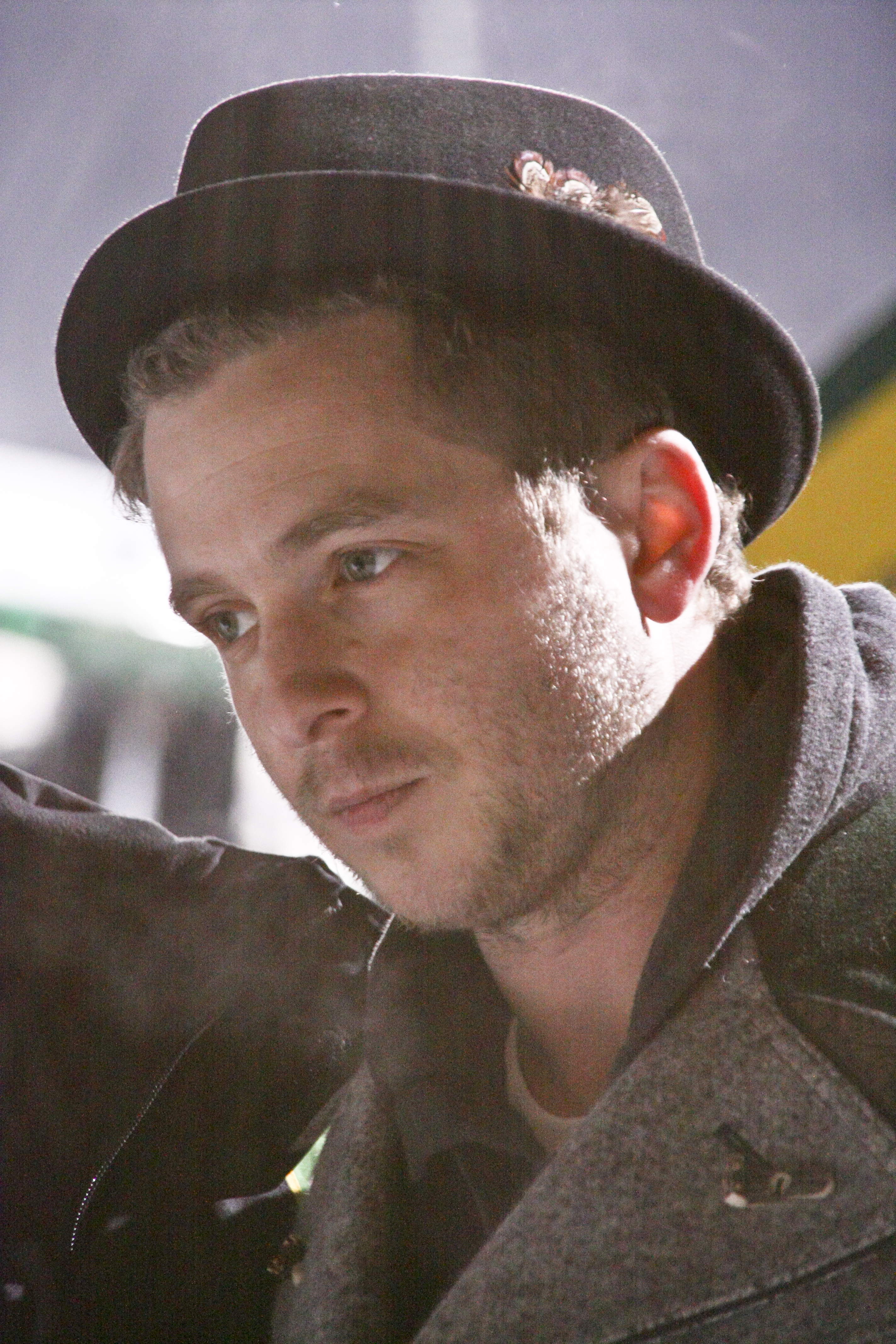
Solistul trupei, Ryan Tedder, a primit laude pentru conținutul liric și producția piesei.

„I Ain’t Worried” a atras aprecieri pe scară largă din partea criticilor muzicali. Greta Brereton de la NME a lăudat vocea lui Tedder pe piesă, evidențiind, de asemenea, melodia rapidă și producția pop optimistă a piesei, în contrast cu piesa lui Lady Gaga pentru coloana sonoră, „Hold My Hand⁠(d)”. Într-un articol Billboard, Hannah Dailey a lăudat conținutul liric și stilul relaxat al piesei, citând că acestea „se conectează în mod unic cu atmosfera scenei din film în care își face prezența piesa”. Scriind pentru The Charlotte Observer⁠(d), Théoden James a spus că ritmul și vocea piesei sunt un „bubblegum super-infecțios” și o „perfecțiune pop în general”.
Tyler Golsen de la Far Out Magazine⁠(d) a scris că „I Ain't Worried nu are suficientă lungime sau substanță pentru a fi considerat enervant. Este doar o scurtă felie de nimic pop: însorită, aerisită, ușoară și complet de uitat”, dar a lăudat melodia piesei, spunând „Desigur, ceva îți zgârie în spatele urechilor când pui piesa. Puneți asta pe seama super tehnicianului Ryan Tedder, care poate face o melodie memorabilă din aproape orice”.

## Videoclip
Videoclipul însoțitor a fost regizat de Isaac Rentz⁠(d), cunoscut pentru regizarea videoclipurilor muzicale „She's Kinda Hot” al trupei 5 Seconds of Summer și „Hey Hey Hey” al lui Katy Perry. Videoclipul a fost lansat pe 13 mai 2022, odată cu piesa, și a fost difuzat în cinematografele majore din Statele Unite. Trupa cântă pe o scenă în aer liber, decorată cu palmieri, la apus, iar imaginile sunt intercalate cu câteva clipuri din film din când în când.

## Interpretare live
Pentru a promova filmul și piesa odată cu lansarea coloanei sonore, OneRepublic a interpretat pentru prima dată „I Ain't Worried” pe 28 mai 2022, în cadrul emisiunii The Tonight Show Starring Jimmy Fallon. Trupa a interpretat piesa a doua oară în cadrul emisiunii Good Morning America (GMA) pe 15 iulie 2022, la Times Square Stdios din Manhattan. Piesa a făcut parte și din setlistul turneului Never Ending Summer Tour. După turneu, pe 5 octombrie 2022, trupa a interpretat din nou piesa în cadrul emisiunii The Late Late Show with James Corden. Pe 13 noiembrie 2022, trupa a interpretat „I Ain’t Worried” la MTV Europe Music Awards 2022.

## Personal
- Ryan Tedder – vocal, compozitor, producție, producție vocală
- Tyler Spry – compozitor, producție, chitară, vocal de fundal
- Brent Kutzle – compozitor, producție
- Simon Oscroft – producție, chitară
- John Nathaniel – coproducție, mixaj, vocal de fundal
- John Eriksson – compozitor
- Peter Morén⁠(d) – compozitor
- Björn Yttling⁠(d) – compozitor
- Chris Gehringer – mastering
- Brandon Collins – programare suplimentară
- Copeland Tedder – vocal principal de fundal
- Alisa Xayalith - vocal de fundal